# Paracentrobiini
Die Paracentrobiini bilden eine Tribus der Erzwespen-Unterfamilie Oligositinae innerhalb der Familie der Trichogrammatidae. Die Tribus wurde 1971 von dem italienischen Entomologen Gennaro Viggiani eingeführt. Molekularbiologische Untersuchungen von Owen et al. (2007) stützen den taxonomischen Status der Tribus als monophyletische Gruppe. Die ursprünglich der Tribus aufgrund morphologischer Merkmale zugeordneten Gattungen Burksiella und Pintoa wurden in die Tribus Chaetostrichini verschoben.

## Merkmale
Diagnostische Merkmale der Erzwespen beziehen sich im Wesentlichen auf die Morphologie des Aedeagus, das spermaübertragende Organ der Männchen. Viggiani (1971) beschrieb die neu eingeführte Tribus anhand folgendem Merkmal: „Teilweise kegelstumpfförmige Phallobasis mit einer kurzen anterodorsalen Öffnung, im Allgemeinen quer oder halbrund“.

## Lebensweise
Die Paracentrobiini sind Eiparasitoide. Bekannte Wirte gehören zu den Gallmücken, Weichwanzen und Rundkopfzikaden.

## Innere Systematik
Die Paracentrobiini umfassen mehr als 50 beschriebene Arten in vier Gattungen:
- Ittys Girault, 1911 – 9 Arten, kosmopolitisch verbreitet
- Ittysella Pinto & Viggiani, 1988 – 1 Art (I. lagunera), Mexiko, Nearktis
- Paracentrobia Howard, 1897 – 46 Arten, kosmopolitisch verbreitet
- Paraittys Viggiani, 1972 – 1 Art (P. latipennis), Griechenland, Israel